# Кигилях (полуостров)
Кигилях (якут. Киһилээх) — полуостров в море Лаптевых в Якутии. Крайняя западная оконечность острова Большой Ляховский.

## Топоним
Назван по высоким скальным столбовидным останцам — кигиляхам, которые находятся на полуострове и образовались 120—110 миллионов лет назад, когда на Евразийскую плиту наехала Северо-Американская.

## География
Находится на западе острова Большой Ляховский в составе Ляховских островов архипелага Новосибирские острова. Крайняя северная точка — мыс Вагина, крайняя западная — мыс Кигилях, на котором расположена полярная станция «Кигилях». На северо-востоке отделён от основной части острова заливом Шестой, на юго-востоке — заливом Малакатын, за которым идёт берег Захар-Сис. Заливы с севера и юга омывают узкий перешеек.
По полуострову протекают реки Малакатын, Санникова и ручей Останцовый.
Высочайшие точки — безымянная гора высотой 185 метров, а также вершины Санников-Тага (164 метра) и Малакатын-Чокур (133 метра).

## Галерея

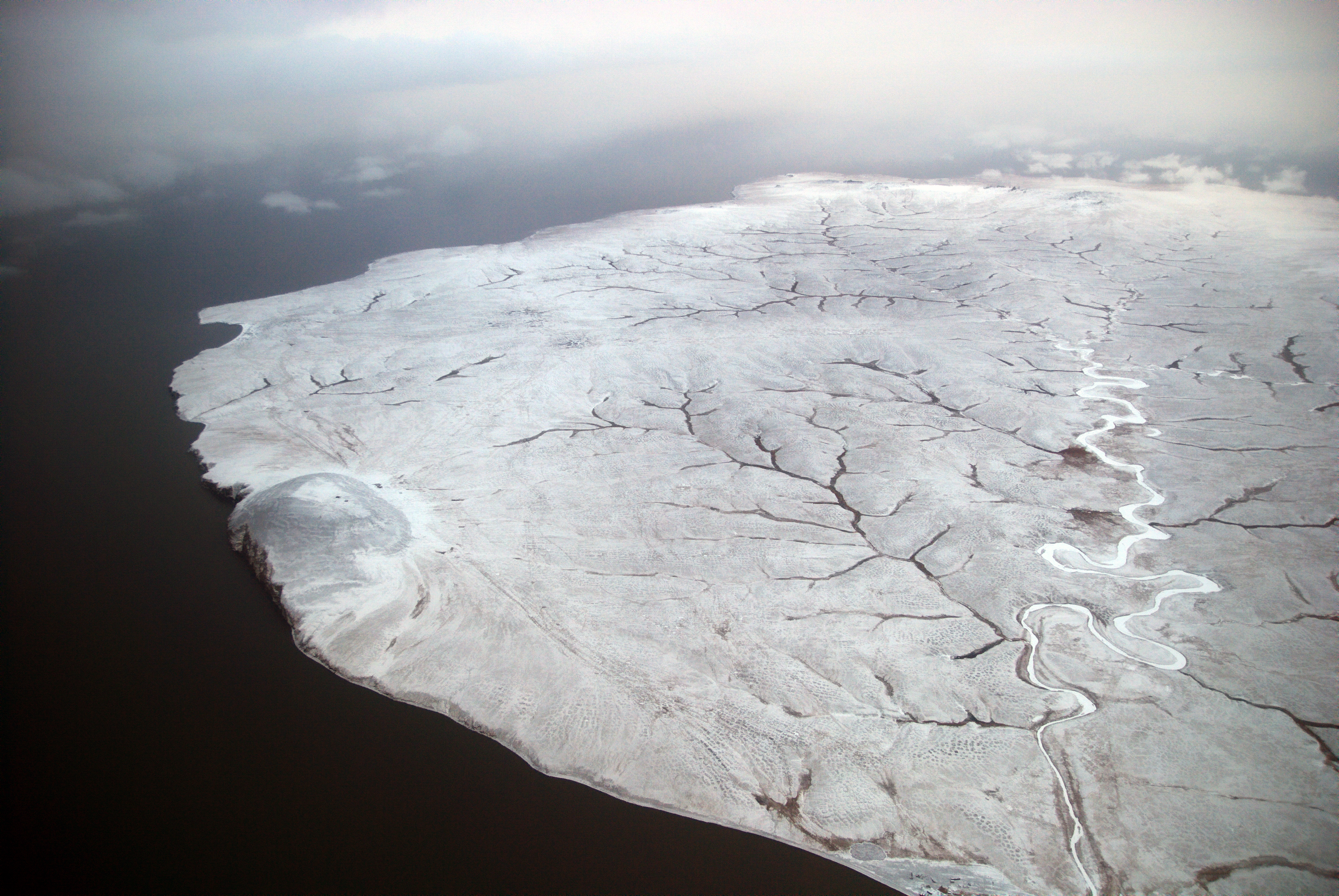
В юго-западной части полуострова — гора Малакатын-Чокур
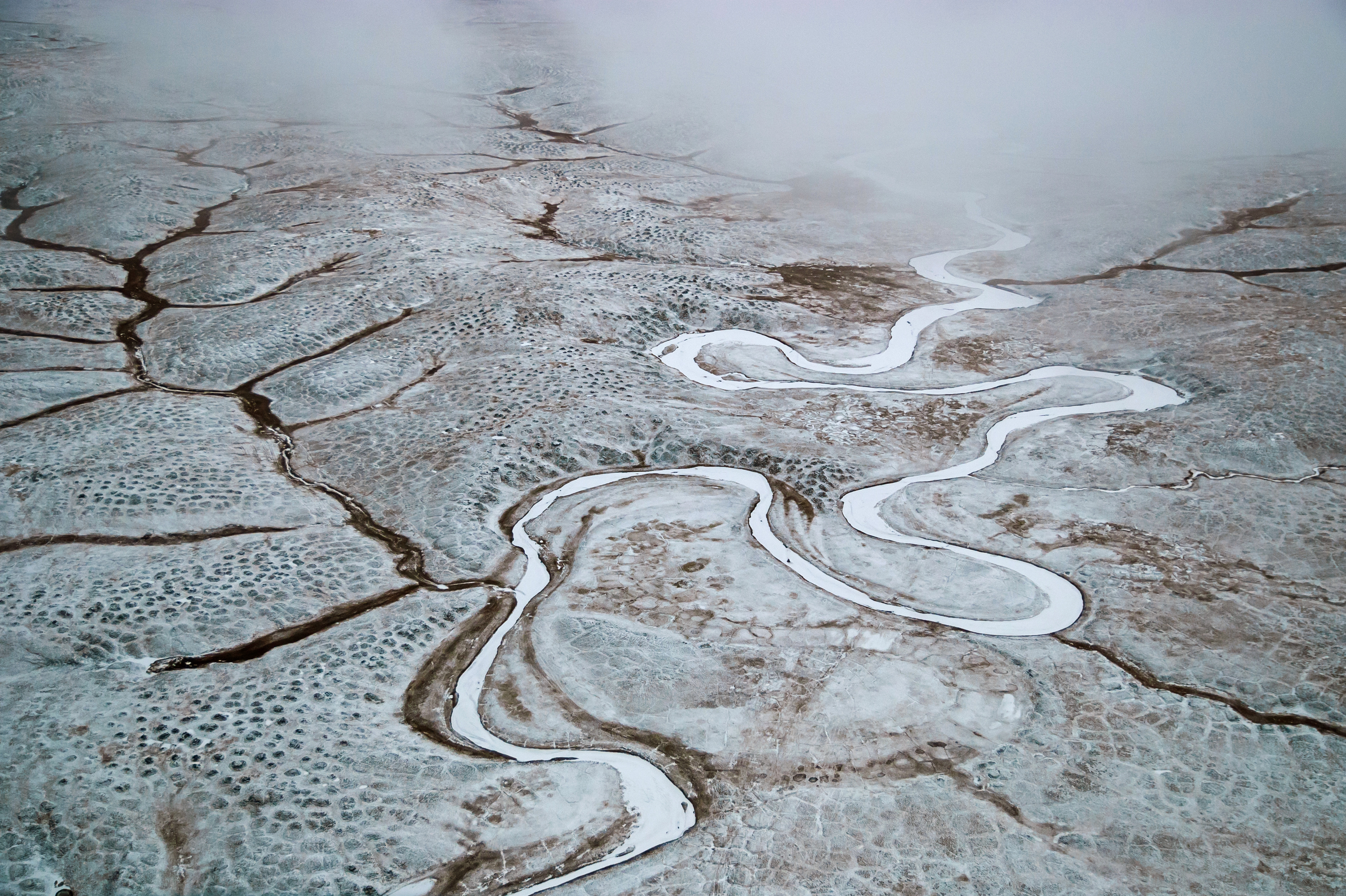
Река Малакатын